# Tooth and Nail
Tooth and Nail es el segundo álbum de estudio de la banda estadounidense de hard rock y heavy metal Dokken, publicado en 1984 por el sello Elektra. De acuerdo con la prensa especializada el sonido del disco está dentro del subgénero glam metal, que según Don Dokken, lo adoptaron para tener una mayor radiodifusión en los Estados Unidos luego de la baja venta del disco anterior en ese país. Por otro lado, es el primer trabajo con el bajista Jeff Pilson después de la salida de Juan Croucier para unirse a Ratt.
La grabación del disco estuvo marcada por la hostil relación entre George Lynch y Don Dokken, que obligó al productor Tom Werman a establecer un horario en el estudio para evitar la presencia conjunta del guitarrista y el vocalista. A las pocas semanas Werman renunció ante el tenso ambiente de trabajo y por ello, Roy Thomas Baker y Michael Wagener se hicieron cargo de terminar las grabaciones y mezclar las pistas respectivamente.
Tooth and Nail recibió positivas reseñas por parte de la prensa especializada y logró ser el primer álbum de la banda en obtener un disco de oro por la Recording Industry Association of America (RIAA). Promocionado por tres sencillos, entre ellos la power ballad «Alone Again», el álbum alcanzó el puesto 49 en el Billboard 200 y en 1989 obtuvo un disco de platino luego de vender más de un millón de copias en los Estados Unidos.

## Antecedentes
Después de que el sello francés Carrere lanzara en 1981 su álbum debut, Breaking the Chains, la banda dio varias presentaciones por el continente europeo. Pero como en los Estados Unidos no se había publicado aún, sus conciertos en ese país estaban limitados solo a los clubes nocturnos de Los Ángeles. Para contrarrestar esa situación, la banda firmó con la agencia de representantes Q Prime Inc. de Cliff Burnstein y Peter Mensch, quienes les consiguieron un contrato con la discográfica estadounidense Elektra. En septiembre de 1983 el sello finalmente publicó el álbum en los Estados Unidos y alcanzó el puesto 136 en la lista Billboard 200. A pesar de que fueron la banda telonera de los conciertos de Aldo Nova, Blue Öyster Cult y Rainbow por el país norteamericano, las ventas del disco no fueron las esperadas y Elektra consideró despedirlos. No obstante, gracias a la gestión de Q Prime Inc., la discográfica les permitió grabar una nueva producción para 1984.
Por ese mismo tiempo la agrupación pasaba por una crisis interna; Juan Croucier había renunciado para unirse a Ratt, mientras que George Lynch en más de una ocasión dejó la banda debido a la hostil relación de trabajo con Don Dokken. En uno de esos episodios, Lynch audicionó sin éxito para reemplazar al fallecido Randy Rhoads en la banda de Ozzy Osbourne, mientras que Don probó con otros guitarristas, entre ellos Warren DeMartini. Al final, Lynch regresó a Dokken una vez que Breaking the Chains fue publicado en los Estados Unidos en 1983. Por otra parte, para cubrir el puesto de Croucier, Mike Varney —dueño de Shrapnel Records— les sugirió a Jeff Pilson, que ingresó a la agrupación después de una audición en 1984.

## Composición y grabación

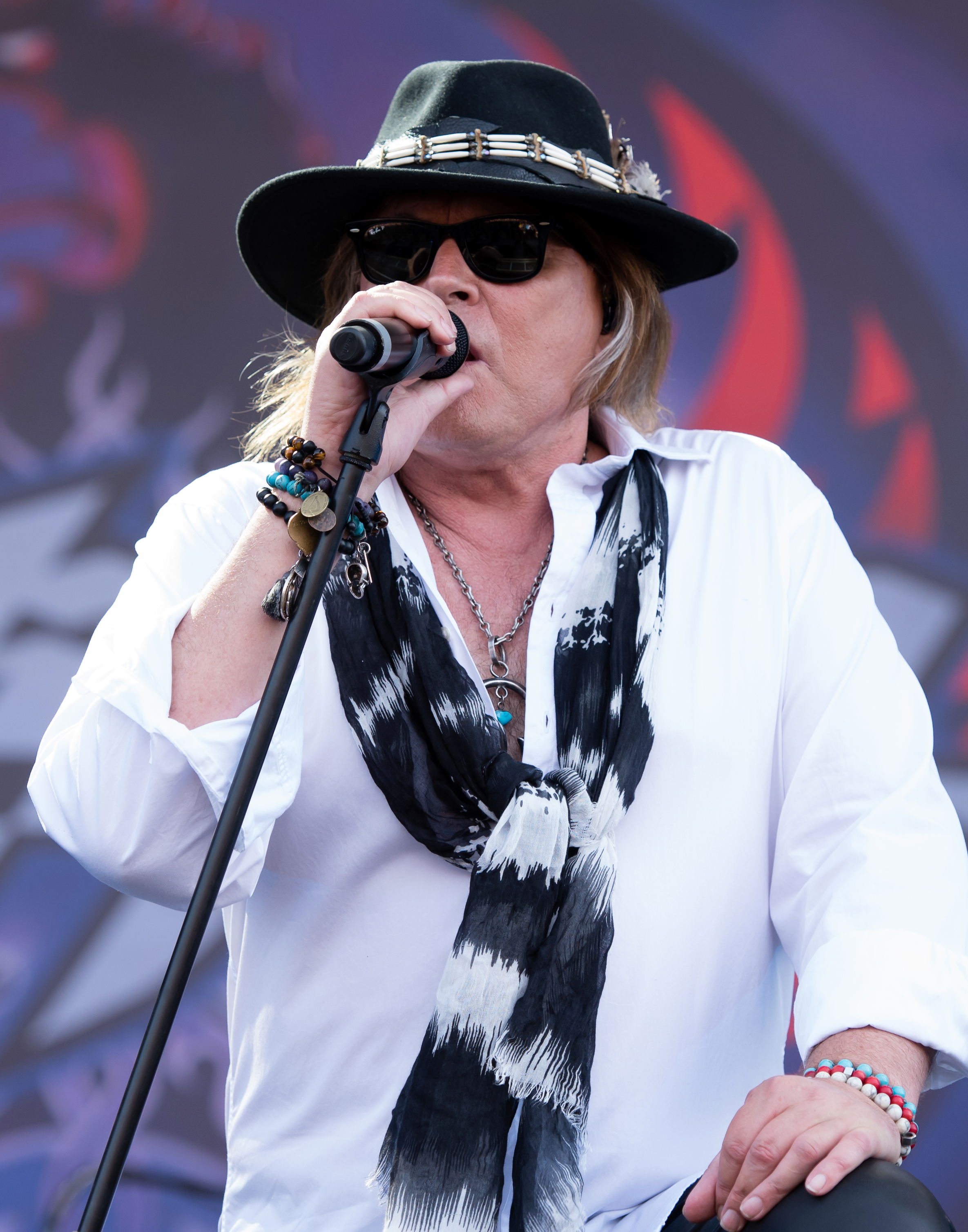
Debido al choque de egos de George Lynch y Don Dokken (en la imagen), se tuvo que crear un horario especial para evitar la presencia conjunta de ambos

En 1983, George Lynch registró en una grabadora de cuatro pistas las primeras ideas musicales y riffs de guitarra. Al poco tiempo se le unieron Jeff Pilson y Mick Brown y entre los tres compusieron las principales maquetas, que incluían algunas letras y voces. Por su parte, durante esa etapa creativa se excluyó a Don Dokken, que por cuenta propia trabajó en otras canciones y letras. Una de las pocas colaboraciones de Don con los otros músicos fue la power ballad «Alone Again», que está basada en una canción escrita por el propio vocalista en 1975. A pesar de que «Alone Again» se convirtió en uno de los temas más conocidos de la banda, al principio el guitarrista George Lynch no estaba de acuerdo con incluirla ya que no quería baladas en el disco. Según Don Dokken escribieron veinticinco canciones, pero solo produjeron diez.
Antes de iniciar la preproducción, Don propuso al alemán Michael Wagener para que fuese el productor del disco ya que había fungido como tal en Breaking the Chains. Sin embargo, el resto del grupo rechazó la propuesta principalmente porque habían quedado insatisfechos con el sonido del álbum. Elektra Records, por su parte, escogió a Tom Werman, porque durante la preproducción estuvo presente en los ensayos de la banda en donde ayudó a seleccionar las canciones del disco. La grabación del álbum se llevó a cabo entre abril y agosto de 1984 en los Cherokee Studios de Hollywood, con una tensa incompatibilidad de trabajo entre Werman y el ingeniero de sonido Geoff Workman. A esta problemática relación, se sumó el creciente choque de egos de George Lynch y Don Dokken, como también el consumo abusivo de cocaína y alcohol por parte de los músicos y los técnicos. Para evitar la presencia conjunta del guitarrista y el vocalista en el estudio, Werman estableció un exclusivo plan de trabajo; el primero grabaría con el resto de la banda a media mañana y al mediodía, mientras que el segundo, a la tarde y a la noche. Cabe decir, que este sistema se mantuvo durante la permanencia de Lynch en la banda, así que el guitarrista y Don nunca trabajaron juntos en un estudio de grabación.
Después de algunas semanas de trabajo, Lynch rechazó violentamente una de las observaciones de Werman para uno de los solos de guitarra y no quiso trabajar de nuevo con el productor. Werman, aburrido por el tenso ambiente de trabajo, prefirió renunciar luego de firmar un acuerdo con el mánager de Dokken, Cliff Burnstein, que establecía que las canciones serían mezcladas por Michael Wagener. Al no tener un productor discográfico, Don sugirió que Wagener terminara las grabaciones además de mezclar las pistas, pero el resto del grupo de nuevo rechazó la idea. Preocupado por la situación, el cantante les pidió a los ejecutivos del sello que aceptaran la ayuda de Wagener. Elektra accedió  a la petición del vocalista, pero además contrataron a Roy Thomas Baker conocido por su trabajo con Queen, The Cars y Journey, y por su estilo hedonista. La labor principal de Baker era mantener a la banda bajo control y ocupada, mientras que Wagener mezclaba el álbum y grababa las voces principales por la noche, ayudado secretamente por Don. Tanto las grabaciones, la mezcla y la masterización, esta última realizada por George Marino en los estudios Sterling Sound de Nueva York, concluyeron en agosto de 1984.

## Estilo musical
Al igual que con la banda, varios críticos afirman que el estilo musical del álbum es parte del subgénero glam metal. En 2013, el crítico canadiense Martin Popoff realizó un exhaustivo análisis al disco y mencionó que es la transición del primer álbum, influenciado por la Nueva ola del heavy metal británico, hacia un tipo de música más melódica y popera, similar al glam metal que dominaría la escena de Los Ángeles en los siguientes años. En ese sentido, él afirma que los extremos en los estilos musicales se ven en las canciones «Tooth and Nail» y «Turn On the Action», orientadas al speed metal por sus ritmos rápidos y riffs agresivos, y los temas «Just Got Lucky» y «Alone Again», que son claras canciones del pop metal. Por su parte, en 2014 Don Dokken afirmó que con Tooth and Nail la banda adoptó el sonido glam  para tener una mayor radiodifusión en los Estados Unidos y porque era un estilo más adecuado para sus limitaciones vocales.

## Lanzamiento y promoción
Tooth and Nail salió a la venta el 14 de septiembre de 1984 por Elektra Records. Al mes después de su lanzamiento debutó en la lista Billboard 200 de los Estados Unidos en el puesto 116. Gracias a los sencillos promocionales lanzados entre septiembre de 1984 y mayo de 1985, la producción logró su máxima posición en el conteo estadounidense (número 49) en la semana del 6 de julio de 1985. Más tarde, el 13 de agosto de 1985, la RIAA le otorgó disco de oro, que se convirtió en la primera certificación discográfica de la banda. El disco se mantuvo en la lista por el resto del año y alcanzó el lugar 35 en el conteo de los álbumes más vendidos de 1985 según la revista Billboard. Posteriormente, en marzo de 1989 la RIAA certificó a Tooth and Nail como disco de platino, luego de superar el millón de copias vendidas en los Estados Unidos.
Para promocionarlo, en septiembre de 1984 salió al mercado su primer sencillo «Into the Fire», que logró el puesto 21 en la lista estadounidense Mainstream Rock Tracks el 27 de octubre del mismo año. En diciembre de 1984, Elektra publicó «Just Got Lucky» que alcanzó el lugar 27 en el mismo conteo el 26 de enero de 1985. Por último, a mediados de 1985 fue puesto a la venta su último sencillo «Alone Again», que se situó en la casilla 20 del Mainstream Rock Tracks y llegó hasta la posición 64 en los Billboard Hot 100. Los videoclips de los tres sencillos se grabaron en 1985; la dirección de «Just Got Lucky» y «Alone Again» quedó a cargo de Wayne Isham y la de «Into the Fire» la realizó David Mallet. Por otro lado, el 9 de octubre de 1984 en Midland, Texas, la banda inició la respectiva gira promocional llamada Tooth & Nail Tour, que durante más de un año les permitió dar ochenta presentaciones en los Estados Unidos y Canadá. Durante el tour, Dokken fue el acto de apertura de los conciertos de Twisted Sister, Dio, Y&T y Kiss, y colideró algunas fechas con la banda japonesa Loudness. La última presentación se celebró el 10 de abril de 1985 en Siracusa, Nueva York, como teloneros de Sammy Hagar.

## Comentarios de la crítica
Tooth and Nail recibió mayoritariamente críticas positivas por parte de la prensa especializada. Stephen Thomas Erlewine del sitio web Allmusic destacó la labor del guitarrista George Lynch; «(...) no hay un ningún solo [de guitarra] en el álbum que no valga la pena escuchar» y también apreció la voz de Don Dokken «(...) tiene suficientes habilidades para hacer que el material cliché suene convincente». Martin Popoff describió que la música del álbum es una «mezcla entre un metal estilo Def Leppard, temas suaves del adult oriented rock y canciones aguerridas». Además, comparó a la banda con Van Halen tanto por la «grandilocuencia viva» de la música como por el acalorado conflicto entre el guitarrista y el vocalista. Eduardo Rivadavia de la revista en línea Ultimate Classic Rock consideró que «el disco mostró realmente de lo que eran capaces de hacer». Además, señaló que «podría ser el arquetipo de las producciones de la banda, que gracias a sus melodiosas canciones roqueras se distinguió entre la abarrotada escena metalera de Los Ángeles». El periodista estadounidense Eddie Trunk mencionó que «Tooth and Nail cautivó al público de Dokken con una gran variedad de hard rock, lleno de energía y grandes hooks». Thomas Kupfer de la revista alemana Rock Hard destacó la producción a la que llamó «mucho más contundente» y comentó que el disco reflejó el mejor momento de Dokken. Por último, el autor Taylor T. Carlson en el libro HAIRcyclopaedia Vol 1 - The Legends llamó a Tooth and Nail como un verdadero clásico entre las producciones de Dokken.

## Lista de canciones
| N.º | Título                           | Escritor(es)                 | Duración |  |
| 1.  | «Without Warning» (instrumental) | Lynch                        | 1:35     |  |
| 2.  | «Tooth and Nail»                 | Brown, Lynch, Pilson         | 3:40     |  |
| 3.  | «Just Got Lucky»                 | Lynch, Pilson                | 4:35     |  |
| 4.  | «Heartless Heart»                | Brown, Lynch, Pilson         | 3:29     |  |
| 5.  | «Don't Close Your Eyes»          | Dokken, Lynch, Pilson        | 4:10     |  |
| 6.  | «When Heaven Comes Down»         | Brown, Lynch, Pilson         | 3:45     |  |
| 7.  | «Into the Fire»                  | Dokken, Lynch, Pilson        | 4:30     |  |
| 8.  | «Bullets to Spare»               | Brown, Dokken, Lynch, Pilson | 3:35     |  |
| 9.  | «Alone Again»                    | Dokken, Pilson               | 4:20     |  |
| 10. | «Turn On the Action»             | Brown, Lynch, Pilson         | 4:43     |  |

- Nota: En algunas copias impresas la canción «Don't Close Your Eyes» aparece como «Don't Close Your Heart».[41]

## Créditos
| - Don Dokken: voz y guitarra rítmica - George Lynch: guitarra líder - Jeff Pilson: bajo - Mick Brown: batería | - Tom Werman: producción - Roy Thomas Baker: productor asociado - Geoff Workman y Gary McGahan: ingeniería - Michael Wagener: mezcla - George Marino: masterización - Guy Perkins y Rob Jones: fotografía - Bob Defrin: dirección de arte |

- Fuente: Discogs[42]